# دفنة هيكوية
دفنة هيكوية (الاسم العلمي:Daphne hekouensis) هي نوع من النباتات تتبع جنس الدفنة من الفصيلة المثنانية.